# Пам'ятник поету Т. Г. Шевченку (Вовковиї)
Пам'ятник поету Т. Г. Шевченку у селі Вовковиї — пам'ятник українському поетові і мислителю Тарасові Григоровичу Шевченку в селі Вовковиї Дубенського району Рівненської області.

## Пам'ятка
Пам'ятка монументального мистецтва, охоронний номер .

## Розташування та автор
Вовковиївський пам'ятник Тарасові Шевченку розташований у сквері на вулиці Шевченка біля повороту на вулицю ---.
Автор пам'ятника — Боньковський Олег Віталійович.

## Опис
Спорудити бюст Т. Г. Шевченку вирішили ще коли колгоспу ім. Кузнєцова була вручена пам'ятна шевченківська медаль за велике будівництво культурно-побутових установ. Відкриття пам'ятника Т. Г. Шевченку відбувалось 11 березня 1968 р. Бюст великому Кобзареві було споруджено випускником місцевої школи Буньковським Олегом, нині відомим скульптором, який проживає у м. Львів.
Пам'ятник виготовлено Ровенськими виробничо-художніми майстернями. На прямокутному постаменті встановлено бюст Тараса Григоровича Шевченка.
На постаменті текст «Т. Шевченко»

## З історії пам'ятника
Пам'ятник Шевченкові у Вовковиях і ділянка біля нього є традиційним місцем покладення квітів поетові, зокрема і в щорічні Шевченківські дати; відзначення різноманітних українських культурних і політичних подій.

## Цікаві факти
- Пам'ятник поету Т. Г. Шевченку у селі Вовковиї — перший пам'ятник великому Кобзареві на теренах колишнього Демидівського району (скульптура у райцентрі з'явилась значно пізніше).
- Це єдиний пам'ятник Шевченку, що розташований у селі колишнього Демидівського району.